# Leo Delitz
Leo Delitz, auch Leo Spiridion (* 25. oder 26. Februar 1882 in Agram, heute Zagreb; † Februar 1966 in London) war ein österreichischer Maler und Grafiker.

## Leben
Der Sohn eines Bildhauers studierte in den Jahren von 1898 bis 1904 an der Wiener Akademie bei Christian Griepenkerl und Kazimierz Pochwalski, außerdem studierte er bei Ludwig von Herterich in München und in Paris.
Von 1905 bis 1910 war Delitz Mitglied des Hagenbundes, ab 1914 des Wiener Künstlerhauses. Ab 1911 beschickte er zahlreiche Ausstellungen. 
Im Ersten Weltkrieg meldete sich Delitz als Kriegsmaler zum k.u.k. Kriegspressequartier und war auf dem russischen, italienischen und rumänischen Kriegsschauplatz künstlerisch tätig.
Delitz wird der Zinkenbacher Malerkolonie zugezählt, unter seinen Landschaftsbildern aus dem Salzkammergut wurden seine Bilder vom Grundlsee bekannt. In den 1930er Jahren erhielt er mehrere Preise und Auszeichnungen, unter anderem den Österreichischen Staatspreis im Jahr 1937. Delitz nahm 1931 die Totenmaske Arthur Schnitzlers ab und zeichnete den Verstorbenen nach der Natur.
Nach seiner 1938 erfolgten Emigration nach England gelang es Delitz, sich als Porträtist gehobener Gesellschaftskreise zu etablieren.